# Shirzad Aghaee
Shirzad Aghaee (persiska شیرزاد آقائى) född 1938 i Shiraz, Iran, död 2005 i Stockholm, var en iransk-svensk författare och poet.
Shirzad Aghaee avlade 1965 filosofie kandidatexamen i litteraturvetenskap vid Shiraz universitet och arbetade som gymnasielärare i humanioraämnen i städerna Teheran, Shiraz och Bushehr. 1987 flyttade han till Sverige och bosatte sig i Stockholm. Han har publicerat fyra diktsamlingar och tre essäsamlingar om persisk litteraturhistoria. Hans forskningsområde var i huvudsak det persiska nationaleposet Shahnama och dess författare Ferdousi. 
Shirzad Aghaee är far till den svensk-iranska poeten Mana Aghaee född 1973 samt Maral Aghaee född 1980.

## Verk i urval
- Imazh-ha-yi mihr va mah dar Shahnama-yi Ferdousi (Solen och månen i Ferdousis Shahnameh), Spånga, 1997. (ISBN 91-630-5369-1)
- Ma'shuq agar yeganeh bashad (Om den älskade är den enastående), Kista, 1993. (ISBN 91-630-1451-3)
- Nam-i kasan va ja'i-ha dar Shahnama-yi Ferdousi (Register över personer och platser i Ferdousis Shahnameh), Nyköping, 1993. (ISBN 91-630-1959-0)
- Nouruz - Berliyan-negin-e jashnha-yi irani va digar jashnha va jashn-aiyinha-yi mardomi-yi iran (Nouruz och andra iranska nationella högtider), Stockholm, 2002. (persiska)